# Еберхард IV фон Кирхберг
Еберхард IV фон Кирхберг (на немски: Eberhard IV von Kirchberg; † между 29 януари 1325 и 29 септември 1326) е граф на Кирхберг.

## Произход
Той е син на граф Конрад III фон Кирхберг († сл. 20 септември 1326) и съпругата му Берта фон Вац († 1335). Внук е на граф Еберхард III фон Кирхберг († 1282/1283) и Ута фон Нойфен, роднина (вер. сестра) на Бертолд фон Нойфен, епископ на Бриксен (1216 – 1224).

## Фамилия
Еберхард IV фон Кирхберг се жени за Лиутгарда и има две деца:
- Вилхелм II, граф на Кирхберг, женен за Анна фон Айхен († 1369)
- Берта († сл. 1346)